# 한치의
한치의(韓致義, 1440년 ~ 1473년)은 조선의 문신(文臣)이다. 본관은 청주(淸州)이고 자(字)는 의지(誼之)이며 시호(諡號)는 장도(章悼)이다. 한확(韓確)의 아들이며 한치인(韓致仁), 한치례(韓致禮), 소혜왕후(昭惠王后)와 친동기간이고, 계양군(桂陽君)과 의경세자(懿敬世子)의 처남이며 한치형(韓致亨)의 사촌 동생이다.
1455년 음서로 문관(文官) 관직에 천거되었고, 이듬해 1456년에는 사마시에 합격하였으며 그 후 통례문봉례랑을 거쳐 군기부정 등의 관직을 역임하였다.
소혜왕후의 소생 성종이 즉위하자 성종의 외삼촌으로 병조판서에 임명되었다.
세조(世祖), 예종(睿宗), 성종(成宗)에 걸쳐 3명의 임금을 섬겼다.